# Emanuel Felisberto, Duque de Aosta
Emanuel Felisberto de Saboia-Aosta (Génova, 13 de janeiro de 1869 - Turim, 4 de julho de 1931) foi um nobre italiano da Casa de Saboia. Era filho de Amadeu de Saboia e de Maria Vitória dal Pozzo, além de primo do rei Vítor Emanuel III da Itália. Ostentou os títulos de príncipe das Astúrias entre 1871 e 1873, devido à proclamação de seu pai como rei da Espanha e sua abdicação dois anos depois, e de duque de Aosta entre 1890 e 1931.
Felisberto também foi comandante do Terceiro Exército Italiano durante a Primeira Guerra Mundial, o que lhe rendeu o título de "Duque Invicto". Após a guerra, tornou-se Marechal da Itália. Ele faleceu em Turim, em 1931, sendo enterrado no Sacrário Militar de Redipuglia.